# IV. izborna jedinica za izbor zastupnika u Hrvatski sabor
IV. izborna jedinica za izbor zastupnika Hrvatski sabor izborna je jedinica u Republici Hrvatskoj.
Obuhvaća:
- Cijela Osječko-baranjska županija
- Cijela Virovitičko-podravska županija
- Sjeverni i istočni dio Koprivničko-križevačke županije:
  - gradovi i općine Đurđevac, Koprivnica, Drnje, Đelekovec, Ferdinandovac, Gola, Hlebine, Kalinovac, Kloštar Podravski, Koprivnički Bregi, Koprivnički Ivanec, Legrad, Molve, Novigrad Podravski, Novo Virje, Peteranec, Podravske Sesvete i Virje

## Od 1999. do 2022.
Od 1999. do  2022., obuhvaćala je Virovitičko-podravsku županiju i Osječko-baranjsku županiju, i to:
- područje Virovitičko-podravske županije u cijelosti,
- područje Osječko-baranjske županije u cijelosti.

Bila je definirana Zakonom o izbornim jedinicama za izbor zastupnika u Zastupnički dom Hrvatskoga državnog sabora od 29. listopada 1999. godine, člankom 11. Odluku o proglašenju donio je predsjednik Republike Hrvatske dr Franjo Tuđman 3. studenoga 1999. godine. Potpisnik zakona koji je donio Zastupnički dom Hrvatskoga državnog sabora je predsjednik Zastupničkog doma Vlatko Pavletić.